# برشاوشان
البرشاوشان (من الفارسية: پرسیاوش) أو كزبرة البئر أو شعر الغول أو الأديانطوم (الاسم العلمي: Adiantum) هو جنس من النباتات يتبع الفصيلة الديشارية من رتبة السرخسيات.